# Campionat del món de rem de 2009

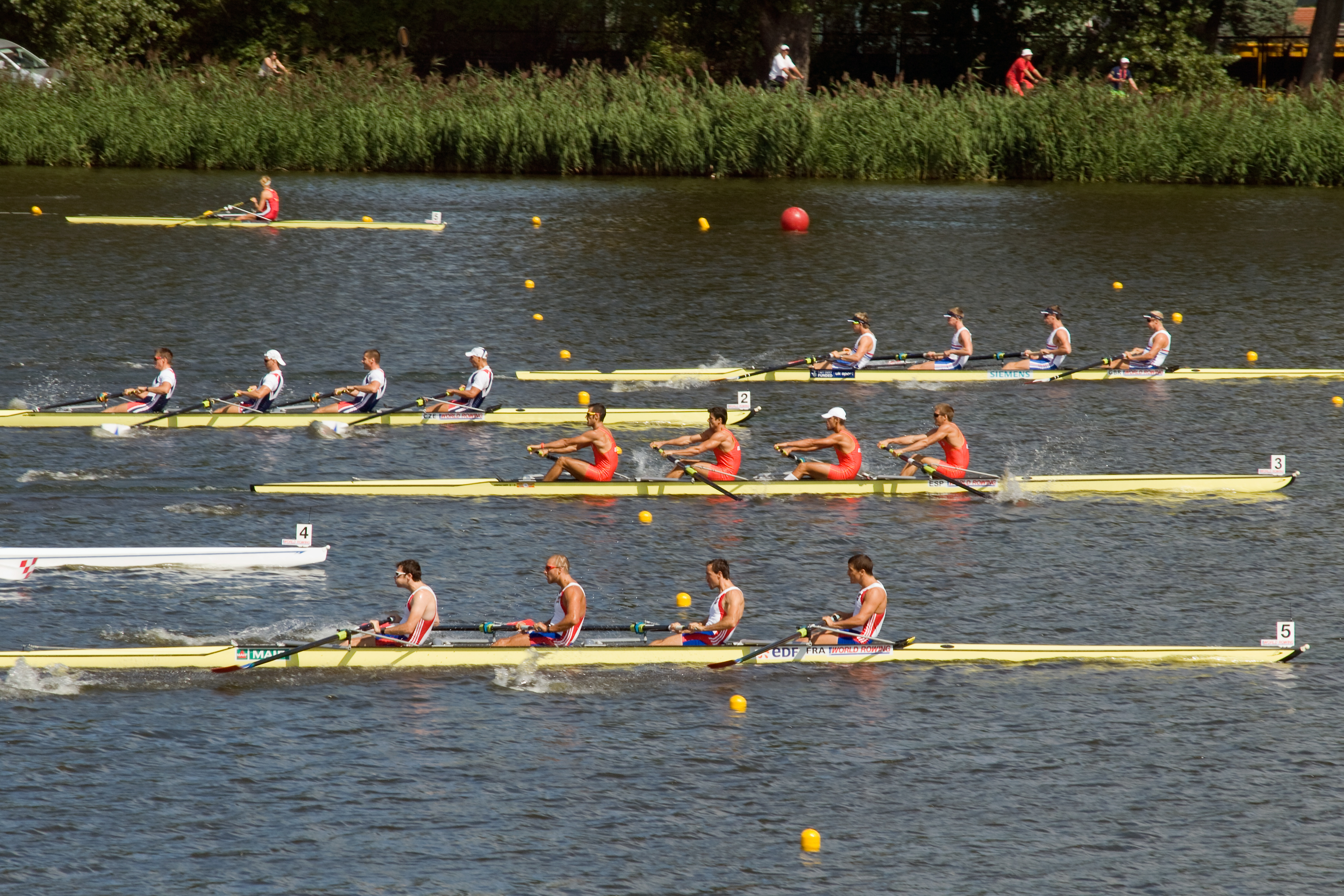
Imatge de la competició masculina.

El campionat del món de rem de 2009 va ser el campionat del món que es van celebrar entre el 23 i el 30 d'agost de 2009 al llac Malta, a Poznań (Polònia).

## Resultats
Categories no olímpiques
| Categoria: | Or: | Temps   | Plata: | Temps   | Bronze: | Temps   |
| Masculí    | |         | |         | |         |
| M1x        | Nova Zelanda · Mahé Drysdale | 6:33.25 | Regne Unit · Alan Campbell | 6:34.30 | Txèquia · Ondřej Synek | 6:38.53 |
| M2x        | Alemanya · Eric Knittel · Stephan Krüger | 6:07.02 | França · Julien Bahain · Cédric Berrest | 6:07.82 | Estònia · Allar Raja · Kaspar Taimsoo | 6:07.86 |
| M4x        | Polònia · Konrad Wasielewski · Marek Kolbowicz · Michał Jeliński · Adam Korol                                                                                        | 5:38.53 | Austràlia · Nick Hudson · Jared Bidwell · David Crawshay · Daniel Noonan                                                                                               | 5:39.66 | Alemanya · Tim Grohmann · Karsten Brodowski · Marcel Hacker · Tim Bartels | 5:39.85 |
| M2+        | Estats Units · Troy Kepper · Henrik Rummel · Marcus Mc Elhenney | 6:53.58 | Txèquia · Jakub Makovička · Václav Chalupa · Oldřich Hejdušek | 6:54.58 | Alemanya · Philipp Naruhn · Florian Eichner · Tim Berent | 6:55.44 |
| M2-        | Nova Zelanda · Eric Murray · Hamish Bond | 6:15.93 | Regne Unit · Pete Reed · Andrew Triggs Hodge | 6:17.45 | Grècia · Nikolaos Gkountoulas · Apostolos Gkountoulas | 6:23.01 |
| M4-        | Regne Unit · Alex Partridge · Richard Egington · Alex Gregory · Matt Langridge                                                                                       | 5:47.28 | Austràlia · Matt Ryan · James Marburg · Cameron McKenzie-McHarg · Francis Hegerty                                                                                      | 5:49.20 | Eslovènia · Tomaž Pirih · Rok Rozman · Rok Kolander · Miha Pirih | 5:51.11 |
| M8+        | Alemanya · Urs Käufer · Gregor Hauffe · Florian Mennigen · Kristof Wilke · Richard Schmidt · Filip Adamski · Toni Seifert · Sebastian Schmidt · Martin Sauer         | 5:24.13 | Canadà · Steven Van Knotsenburg · Gabriel Bergen · Robert Gibson · Douglas Csima · Malcolm Howard · Andrew Byrnes · James Dunaway · Derek O'Farrell · Mark Laidlaw     | 5:27.15 | Països Baixos · Meindert Klem · Robert Lücken · David Kuiper · Jozef Klaassen · Olivier Siegelaar · Mitchel Steenman · Olaf van Andel · Diederik Simon · Peter Wiersum                          | 5:28.32 |
| LM1x       | Nova Zelanda · Duncan Grant | 6:50.78 | Grècia · Vasileios Polymeros | 6:52.33 | Dinamarca · Mads Rasmussen | 6:56.25 |
| LM2x       | Nova Zelanda · Storm Uru · Peter Taylor | 6:10.62 | França · Jérémie Azou · Frédéric Dufour | 6:12.57 | Itàlia · Marcello Miani · Elia Luini | 6:15.08 |
| LM4x       | Itàlia · Franco Sancassani · Daniele Gilardoni · Lorenzo Bertini · Stefano Basalini                                                                                  | 5:47.50 | Alemanya · Knud Lange · Lars Wichert · Felix Oevermann · Michael Wieler                                                                                                | 5:49.89 | Dinamarca · Hans Christian Soerensen · Christian Nielsen · Rasmus Quist Hansen · Andreas Ramboel                                                                                                | 5:51.67 |
| LM2-       | França · Fabien Tilliet · Jean-Christophe Bette | 6:29.63 | Itàlia · Andrea Caianiello · Armando Dell'Aquila | 6:31.40 | Sèrbia · Nenad Babović · Miloš Tomić | 6:31.58 |
| LM4-       | Alemanya · Matthias Schömann-Finck · Jost Schömann-Finck · Jochen Kühner · Martin Kühner                                                                             | 5:50.77 | Dinamarca · Christian Pedersen · Jens Vilhelmsen · Kasper Winther Jørgensen · Morten Jørgensen                                                                         | 5:51.02 | Polònia · Łukasz Pawłowski · Łukasz Siemion · Miłosz Bernatajtys · Paweł Rańda | 5:52.70 |
| LM8+       | Itàlia · Luigi Scala · Davide Riccardi · Livio La Padula · Martino Goretti · Emiliano Ceccatelli · Gennaro Gallo · Jiri Vlcek · Bruno Mascarenhas · Andrea Lenzi     | 5:33.92 | Estats Units · John Dise · Kenneth McMahon · Ryan Fox · Andrew Diebold · Anthony Fahden · Matthew Muffelman · James Sopko · Matthew Kochem · Kerry Quinn               | 5:37.15 | Països Baixos · Thom Van Den Anker · Diederick Van Den Bouwhuijsen · Maarten Tromp · Jolmer Van Der Sluis · Stijn Verwey · Rutger Bruil · Dion Van Schie · Joeri Bruschinski · Ryan Der Drijver | 5:39.69 |
| Femení     | |         | |         | |         |
| W1x        | Belarús · Ekaterina Karsten | 7:11.78 | Regne Unit · Katherine Grainger | 7:13.57 | Txèquia · Miroslava Knapková | 7:16.22 |
| W2x        | Polònia · Magdalena Fularczyk · Julia Michalska | 6:47.18 | Regne Unit · Anna Bebington · Annabel Vernon | 6:48.82 | Bulgària · Rumyana Neykova · Miglena Markova | 6:50.16 |
| W4x        | Ucraïna · Svitlana Spiriukhova · Tetiana Kolesnikova · Anastasiya Kozhenkova · Yana Dementyeva                                                                       | 6:18.41 | Estats Units · Megan Walsh · Stesha Carle · Sarah Trowbridge · Kathleen Bertko                                                                                         | 6:21.54 | Alemanya · Annekatrin Thiele · Peggy Waleska · Stephanie Schiller · Christiane Huth | 6:24.27 |
| W2-        | Estats Units · Susan Francia · Erin Cafaro | 7:06.28 | Romania · Camelia Lupașcu · Nicoleta Albu | 7:06.64 | Nova Zelanda · Emma Feathery · Rebecca Scown | 7:06.94 |
| W4-        | Països Baixos · Chantal Achterberg · Nienke Kingma · Carline Bouw · Femke Dekker                                                                                     | 6:31.34 | Estats Units · Amanda Polk · Jamie Redman · Elle Logan · Esther Lofgren                                                                                                | 6:36.01 | Canadà · Sarah Waterfield · Sandra Kisil · Jennifer Tuters · Emma Darling | 6:36.87 |
| W8+        | Estats Units · Erin Cafaro · Mara Allen · Laura Larsen-Strecker · Susan Francia · Anna Goodale · Lindsay Shoop · Caroline Lind · Katherine Glessner · Katelin Snyder | 6:05.34 | Romania · Roxana Cogianu · Ionela Zaharia · Maria Diana Bursuc · Ioana Craciun · Adelina Cojocariu · Nicoleta Albu · Camelia Lupașcu · Eniko Mironcic · Teodora Stoica | 6:06.94 | Països Baixos · Nienke Groen · Claudia Belderbos · Jacobine Veenhoven · Sytske de Groot · Chantal Achterberg · Nienke Kingma · Carline Bouw · Femke Dekker · Anne Schellekens                   | 6:07.43 |
| LW1x       | Suïssa · Pamela Weisshaupt | 7:36.23 | Itàlia · Laura Milani | 7:37.18 | Dinamarca · Juliane Rasmussen | 7:37.42 |
| LW2x       | Grècia · Christina Giazitzidou · Alexandra Tsiavou | 6:51.46 | Polònia · Magdalena Kemnitz · Agnieszka Renc | 6:56.65 | Regne Unit · Hester Goodsell · Sophie Hosking | 6:56.67 |
| LW4x       | Alemanya · Lena Müller · Helke Nieschlag · Laura Tibitanzl · Julia Kroeger                                                                                           | 6:32.91 | Regne Unit · Stephanie Cullen · Laura Greenhalgh · Andrea Dennis · Jane Hall                                                                                           | 6:35.42 | Estats Units · Hillary Saeger · Lindsey Hochman · Stefanie Sydlik · Abelyn Broughton | 6:36.88 |
| Adaptades  | |         | |         | |         |
| ASM1x      | Regne Unit · Tom Aggar | 4:51.48 | Ucraïna · Andrii Kryvchun | 5:07.37 | Austràlia | 5:12.11 |
| ASW1x      | Ucraïna | 5:25.17 | França | 5:29.95 | Belarús | 5:34.45 |
| TAMx2x     | Ucraïna | 4:03.96 | Brasil | 4:04.80 | Polònia | 4:05.28 |
| LTAIDMx4+  | Hong Kong | 3:55.70 | Itàlia | 4:31.66 | \| |         |
| LTAMx4+    | Regne Unit | 3:25.33 | Itàlia | 3:28.44 | Alemanya | 3:28.90 |

## Medaller

### Categories masculines i femenines
| Posició | Estat         | Or | Plata | Bronze | Total |
| ------- | ------------- | -- | ----- | ------ | ----- |
| 1       | Alemanya      | 4  | 1     | 3      | 8     |
| 2       | Nova Zelanda  | 4  | 0     | 1      | 5     |
| 3       | Estats Units  | 3  | 3     | 1      | 7     |
| 4       | Itàlia        | 2  | 2     | 1      | 5     |
| 5       | Polònia       | 2  | 1     | 1      | 4     |
| 6       | Regne Unit    | 1  | 5     | 1      | 7     |
| 7       | França        | 1  | 2     | 0      | 3     |
| 8       | Grècia        | 1  | 1     | 1      | 3     |
| 9       | Països Baixos | 1  | 0     | 3      | 4     |
| 10      | Belarús       | 1  | 0     | 0      | 1     |
| 10      | Suïssa        | 1  | 0     | 0      | 1     |
| 10      | Ucraïna       | 1  | 0     | 0      | 1     |
| 13      | Austràlia     | 0  | 2     | 0      | 2     |
| 13      | Romania       | 0  | 2     | 0      | 2     |
| 15      | Dinamarca     | 0  | 1     | 3      | 4     |
| 16      | Txèquia       | 0  | 1     | 2      | 3     |
| 17      | Canadà        | 0  | 1     | 1      | 2     |
| 18      | Bulgària      | 0  | 0     | 1      | 1     |
| 18      | Estònia       | 0  | 0     | 1      | 1     |
| 18      | Eslovènia     | 0  | 0     | 1      | 1     |
| 18      | Sèrbia        | 0  | 0     | 1      | 1     |
| Total   | Total         | 22 | 22    | 22     | 66    |

### Categories adaptades
| Posició | Estat      | Or | Plata | Bronze | Total |
| ------- | ---------- | -- | ----- | ------ | ----- |
| 1       | Ucraïna    | 2  | 1     | 0      | 3     |
| 2       | Regne Unit | 2  | 0     | 0      | 2     |
| 3       | Hong Kong  | 1  | 0     | 0      | 1     |
| 4       | Itàlia     | 0  | 2     | 0      | 2     |
| 5       | Brasil     | 0  | 1     | 0      | 1     |
| 5       | França     | 0  | 1     | 0      | 1     |
| 7       | Austràlia  | 0  | 0     | 1      | 1     |
| 7       | Belarús    | 0  | 0     | 1      | 1     |
| 7       | Alemanya   | 0  | 0     | 1      | 1     |
| 7       | Polònia    | 0  | 0     | 1      | 1     |
| Total   | Total      | 5  | 5     | 4      | 14    |